# Monasterio de Bodbe

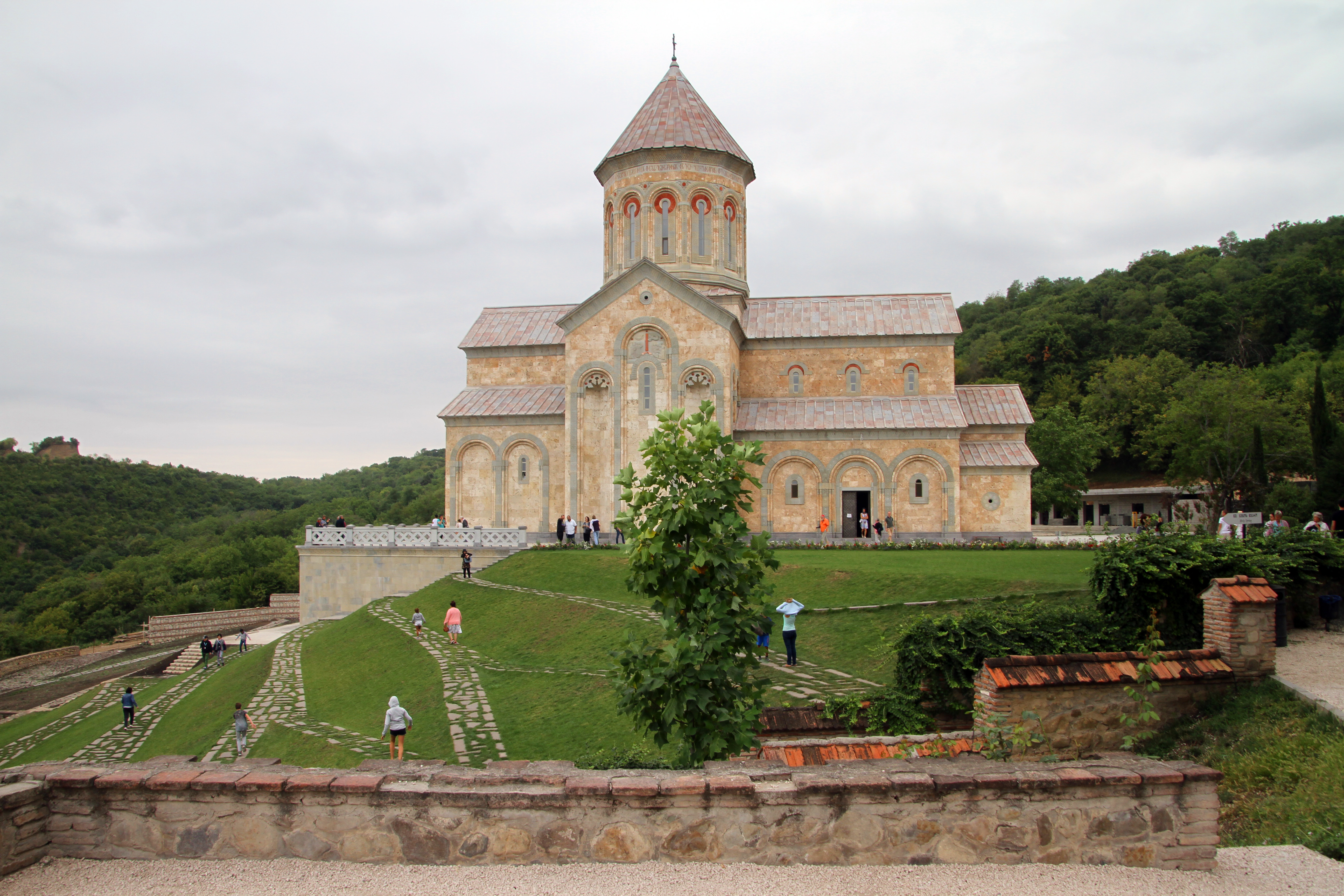
Nueva iglesia

El monasterio de Santa Ninó en Bodbe (en georgiano: ბოდბის წმინდა ნინოს მონასტერი, bodbis ts'minda Ninos monasteri) es un complejo monástico ortodoxo georgiano y sede de los obispos de Bodbe, se encuentra a 2   km de la ciudad de Sighnaghi, Kakheti, Georgia. Originalmente construido en el siglo IX, ha sido remodelado significativamente, especialmente en el siglo XVII. El monasterio ahora funciona como un convento y es uno de los principales lugares de peregrinación en Georgia, debido a su asociación con Santa Ninó, la evangelista georgiana del siglo IV, cuyas reliquias están en el monasterio.

## Paisaje y arquitectura
El monasterio de Bodbe está anidado entre altos árboles de ciprés en una ladera empinada del valle de Alazani, donde domina las vistas de las montañas del Gran Cáucaso. 
La iglesia existente, una basílica de tres naves con tres ábsides sobresalientes, fue construida originalmente entre los siglos IX y XI, pero se ha modificado significativamente desde entonces. Tanto las paredes exteriores como las interiores han sido enlucidas y llevan las huellas de restauración llevadas a cabo en los siglos XVII y XIX. Entre 1862 y 1885 se erigió un campanario independiente de tres pisos. Parte de la muralla del siglo XVII que rodea la basílica fue demolida y la original fue restaurada en 2003.

## Historia

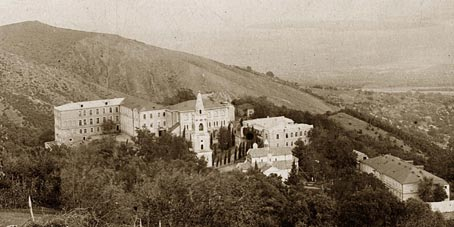
Monasterio de Bodbe en 1905

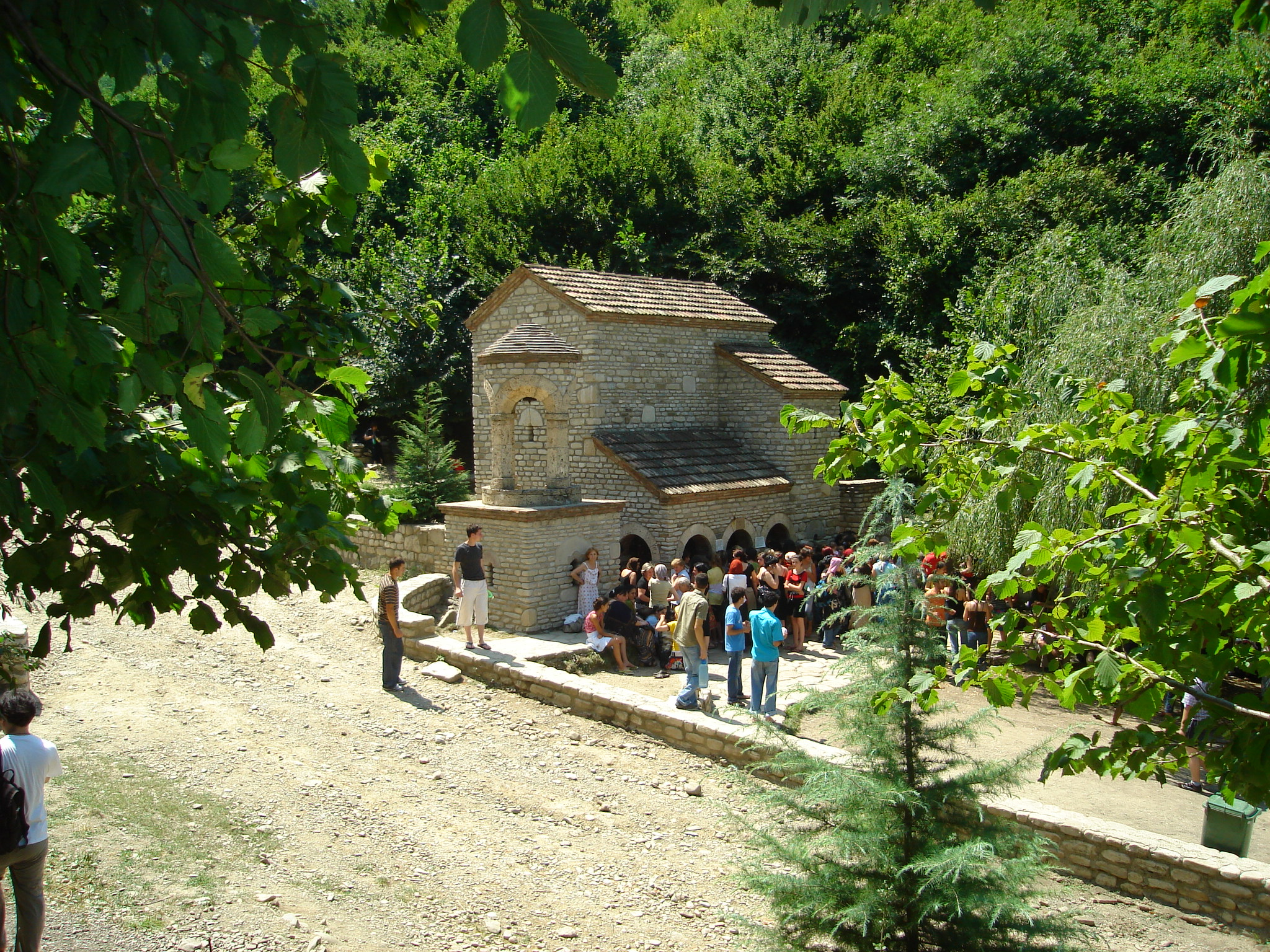
Peregrinos en la primavera de Santa Ninó.

Según la tradición georgiana, Santa Ninó, habiendo presenciado la conversión de los georgianos a la fe cristiana, se retiró a Bodbe, en Kajeti, donde murió c. 338-340. A instancias del rey Mirian III ( r. 284-361), se construyó un pequeño monasterio en el lugar donde fue enterrada. El monasterio ganó particular prominencia a finales de la Edad Media. Fue particularmente favorecido por los reyes de Kajeti que lo eligieron como lugar de su coronación. Saqueado por las tropas de Shah Abbas I de Persia en 1615, el monasterio de Bodbe fue restaurado por el rey Teimuraz I de Kajeti (r. 1605-1648). Con el renacimiento de la vida monástica en Bodbe, se abrió una escuela de teología. El monasterio también operaba uno de los depósitos de libros religiosos más grandes de Georgia y albergó a varios escritores y escribas religiosos.
Después de la anexión de Georgia al Imperio ruso (1801), el monasterio continuó floreciendo bajo el Metropolitano John Maqashvili y disfrutó del patrocinio del Zar Alejandro I de Rusia. En 1823, fue reparado y adornado con murales. Tras la muerte de John en 1837, el exarcado ortodoxo ruso activo en Georgia desde 1810 abolió el convento y lo convirtió en una iglesia parroquial. En las décadas siguientes, el monasterio quedó en mal estado, pero en la década de 1860, Archimandrite Macarius (Batatashvili) comenzó a restaurar el monasterio y estableció una escuela de canto. La capilla que alberga las reliquias de Santa Ninó fue restaurada por Mikhail Sabinin en la década de 1880. En 1889, Bodbe el monasterio fue visitado por el zar Alejandro III de Rusia, quien decretó abrir un convento de monjas allí. El convento también operaba una escuela donde se enseñaba costura y pintura. 
En 1924, el gobierno soviético cerró el monasterio y lo convirtió en un hospital. En 1991, después de la disolución de la Unión Soviética, el monasterio de Bodbe fue reanudado como un convento. Los trabajos de restauración se llevaron a cabo entre 1990 y 2000 y se reanudaron en 2003. 